# ماسيميليانو فوسيني
ماسيميليانو فوسيني (بالإيطالية: Massimiliano Fusani)‏ (17 يوليو 1979 بأوستا في إيطاليا - ) هو لاعب كرة قدم إيطالي في مركز الوسط. لعب مع إنتر ميلان وكييفو فيرونا ونادي باري ونادي بيروجيا ونادي ساسولو ونادي مودينا وUnione Sportiva Brescello ‏.